# Encentrum saundersiae
Encentrum saundersiae är en hjuldjursart som först beskrevs av Hudson 1885.  Encentrum saundersiae ingår i släktet Encentrum och familjen Dicranophoridae. Inga underarter finns listade i Catalogue of Life.